# Superenalotto

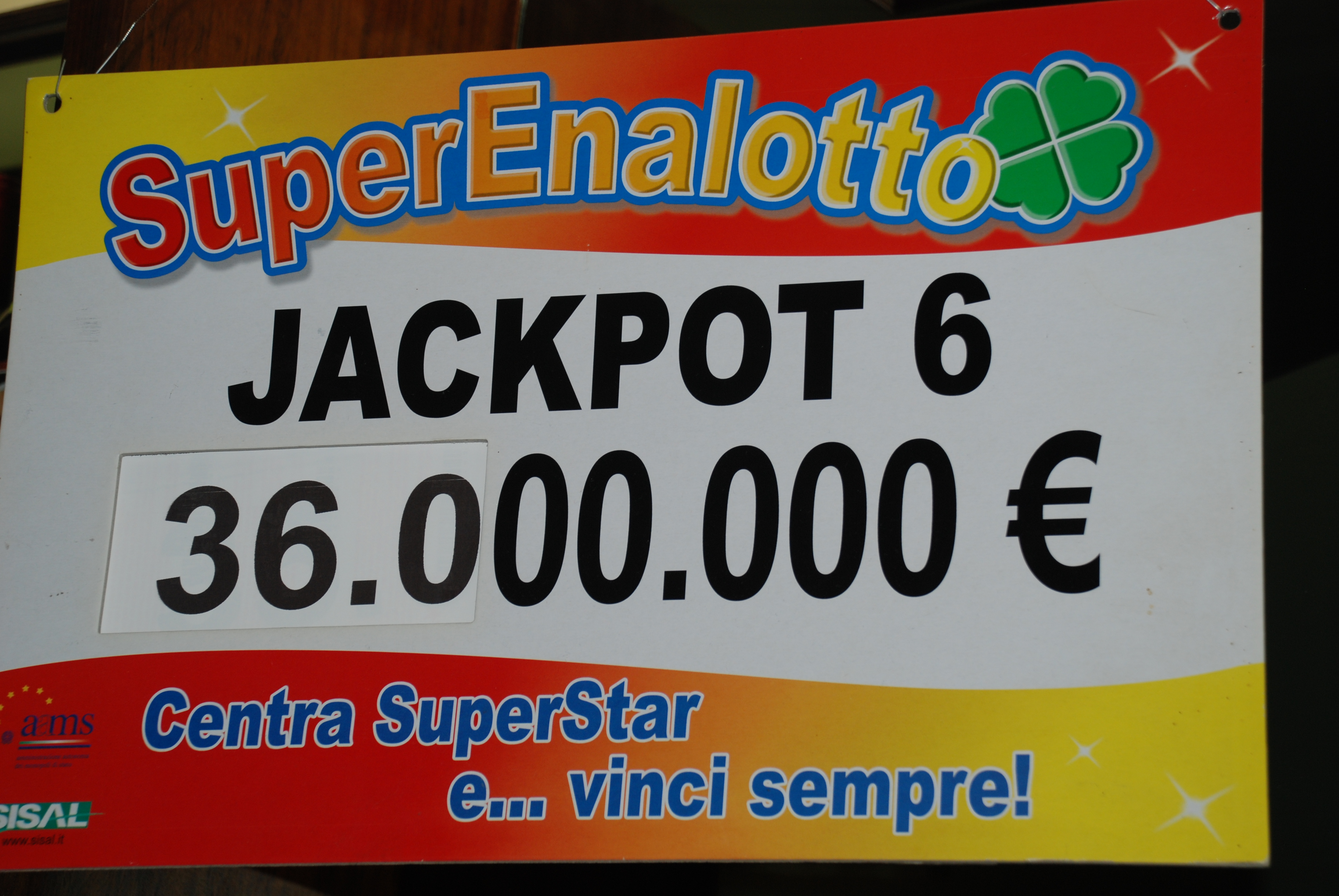
Sorteig de Superenalotto de 2008.

SuperEnalotto és una loteria jugada a Itàlia des del 3 de desembre de 1997. Els sorteigs es realitzen els dimarts, dijous i dissabtes a les 8 de la tarda. Els pots generats estan entre els més grans del món. El premi més gran lliurat va ser guanyat el 22 d'agost de 2009, consistent en €147.807.299,08.